# Ergotoxina
L'ergotoxina és el conjunt d'alcaloides de l'ergot produits pel fong Claviceps purpurea. Aquest fong prolifera en plantes gramínies com el sègol. Els tres alcaloides que formen la toxina són: ergocristina, ergocormina i ergocriptina.
Aquesta toxina és la responsable de la intoxicació per banya de sègol, causant de la malaltia coneguda com a ergotisme. L'ergotoxina provoca vasoconstricció i transtorns neurològics. És un antagonista de la dopamina, dels receptors alfa-adrenèrgics i dels receptors de serotonina-5HT.